# Хабаровская ТЭЦ-2
Хабаровская ТЭЦ-2 — тепловая электростанция (в настоящее время — котельная) в городе Хабаровске. Старейший действующий объект энергетики Хабаровска (введена в эксплуатацию в 1934 году). Входит в состав АО «Дальневосточная генерирующая компания» (входит в группу РусГидро), филиал «Хабаровская теплосетевая компания».

## Конструкция станции
По конструкции Хабаровская ТЭЦ-2 представляет собой котельную (электрогенерирующее оборудование демонтировано), производящую горячую воду (преимущественно) и пар, установленная тепловая мощность — 610 Гкал/час (в том числе паровые котлы — 60 Гкал/час, водогрейные котлы — 550 Гкал/час), располагаемая тепловая мощность по состоянию на 2017 год — 490 Гкал/час. В качестве основного топлива используется природный газ сахалинских месторождений, резервное топливо — мазут. Также мазут является основным топливом для одного из котлов станции, выведенного из постоянной эксплуатации. Основное оборудование станции включает в себя:
- 2 паровых котла Б-50/14-250
- 3 водогрейных котла ПТВМ-50, один из которых (станционный № 3) с 2011 года выведен из постоянной эксплуатации и законсервирован;
- 2 водогрейных котла ПТВМ-100;
- 2 водогрейных котла КГВМ-100.

Котельное оборудование введено в эксплуатацию в 1970—1994 годах. Вода для технического водоснабжения подаётся из реки Амур и городского водопровода.

## История строительства и эксплуатации
Первая электростанция в Хабаровске была построена на частные средства ещё в 1906 году. Но к началу 1930-х годов ее мощности в 120 кВт, а также мощности еще нескольких мелких электростанций стало не хватать, и в 1931 году было начато строительство Хабаровской городской электростанции (ХЭС). Новая электростанция была введена в эксплуатацию 20 февраля 1934 года. В 1957 году станция, сменившая к тому времени название на Хабаровскую городскую коммунальную электростанцию, была передана в состав «Хабаровскэнерго» (на тот момент её электрическая мощность составляла 6 МВт), в 1960 году переименована в Хабаровскую ТЭЦ-2. В 1961 году была проведена реконструкция станции, позволившая увеличить отпуск тепла, еще одна крупная реконструкция с монтажом котельного оборудования (используемого и в настоящее время) проведена в 1970-х годах, при этом в 1970 году были демонтированы четыре старых котла и оба турбогенератора, станция прекратила выработку электроэнергии и окончательно перешла в режим котельной. В 1974 году Хабаровская ТЭЦ-2 была переведена с угля на мазут. В 2008 году семь из девяти котлов станции были переведены с мазута на газ, в 2020 году на газ перевели ещё один котёл.
До 2007 года Хабаровская ТЭЦ-2 входила в состав ОАО «Хабаровскэнерго», до 2019 года являлась структурным подразделением филиала «Хабаровская теплосетевая компания» АО «ДГК». В 2020 году вошла в состав филиала «Хабаровская генерация» АО «ДГК». В качестве отдельного структурного подразделения (котельный цех № 2) в состав Хабаровской ТЭЦ-2 организационно входит Ургальская котельная тепловой мощностью 70,2 Гкал/ч. Хабаровская ТЭЦ-2 работает только в отопительный период в режиме водогрейной котельной.